# Công trình hạ tầng kỹ thuật
Công trình hạ tầng kỹ thuật là các cơ sở hạ tầng dành cho dịch vụ công cộng, ví dụ giao thông, thông tin liên lạc, điện, nước, rác... Ở Việt Nam, chúng còn có tên gọi thông dụng là cơ sở hạ tầng hoặc tên gọi dân dã là điện, đường, trường, trạm. Các công trình này thường do các tập đoàn của chính phủ hoặc của tư nhân, thuộc sở hữu tư nhân hoặc sở hữu công. Ví dụ về các công trình hạ tầng kĩ thuật:
- Hệ thống điện chiếu sáng và sinh hoạt
- Hệ thống lọc và phân phối nước sinh hoạt
- Hệ thống xử lý nước thải
- Hệ thống xử lý rác thải
- Hệ thống phân phối khí đốt
- Giao thông công cộng
- Các hệ thống truyền thông, chẳng hạn truyền hình cáp và điện thoại
- Hệ thống đường sá, bao gồm cả đường thu phí